# ایستوچ (متروی استانبول)
ایستوچ (ترکی استانبولی: İstanbul Toptancılar Çarşısı) یکی از ایستگاه‌های خط ام۳ متروی استانبول است.
این ایستگاه که در منطقه باغچیلار قرار دارد در سال ۲۰۱۳ تأسیس شده‌است.